# 아제르바이잔-오스트리아 관계
오스트리아와 아제르바이잔 간의 수교는 오스트리아가 아제르바이잔의 독립을 승인한 뒤 1992년 이뤄졌다.

## 개요
오스트리아와 아제르바이잔의 외교관계는 오스트리아가 아제르바이잔의 독립을 승인한 뒤 1992년 이뤄졌다.
1995년 9월 아제르바이잔 주 오스트리아 대사관을 개설했다. 또한 대사관은 슬로바키아에도 인정되어 있으며 아제르바이잔 OSCE 상임대표부로 활동하고 있다. 가리브 이슬라필로프는 알리예프 대통령에 의해 2011년 오스트리아 슬로바키아 슬로베니아에 아제르바이잔 대사로 임명됐다. 또, 아제르바이잔의 OSCE 및 빈에 본거지를 두는 유엔기구의 상임 대표도 맡고 있다.
오스트리아는 2010년 7월에 바쿠에 대사관을 개설했다. 알렉산더 바이엘은 2018년 대사로 임명됐다.

## 고위급의 방문
일함 알리예프 아제르바이잔 대통령은 2011년 오스트리아를 방문했다. 통상 장관(1997), 내무 장관(2000), 청소년·스포츠 장관(2001), 법무 장관(2004), 교육 장관(2004, 2010), 아제르바이잔 외무 장관(2005, 2010, 2012), 문화관광 장관(2006, 2009), 오스트리아 외무 장관(1999), 법무 장관(2003), 경제산업 장관(2009), 유럽 및 인도 아제르바이잔을 방문(2011) 등이 있다.

## 의회 간 관계
양국간 의회 간 협력은 아제르바이잔과 오스트리아의 의회 간 관계에 관한 실무그룹에 의해 아제르바이잔에서 이루어진다. 밀리 마조리스는 2000년 12월 5일에 아제르바이잔과 오스트리아의 의회 간 관계에 관한 워킹그룹을 설치했다. 2016년 3월 4일자 밀리 마죠르의 결정에 따르면 아제르바이잔-오스트리아 의회 간 관계 워킹그룹 의장은 자비드 구르바노프이다. 오스트리아 측의 작업 부회장은 칼·올린저이다.

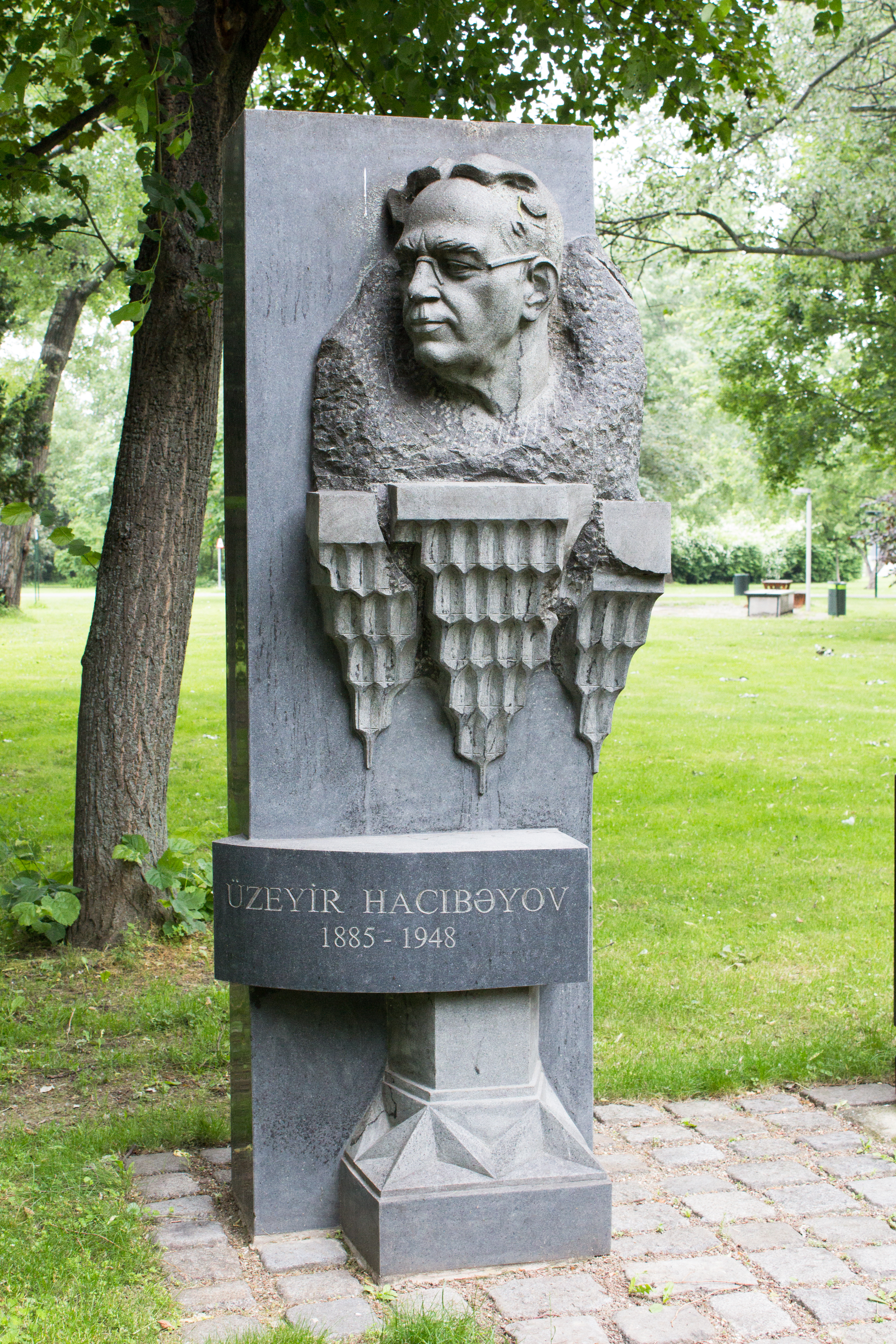
비엔나의 Uzeir Hajibeyov 기념비

## 경제 관계
| 오스트리아와 아제르바이잔 간의 무역 회전율 (천 달러 ) |          |          |          |          |          |          |          |           |           |           |           |           |           |
| 년                                                    | 2005년   | 2006년   | 2007년   | 2008년   | 2009년   | 2010년   | 2011년   | 2012년    | 2013년    | 2014년    | 2015년    | 2016년    | 2017년    |
| 회전율                                                | 25,966.8 | 42,559.7 | 49,165.9 | 73,375.7 | 72,459.0 | 88,353.0 | 97,548.5 | 264,582.8 | 488,751.9 | 434,335.1 | 525,791.4 | 170,377.0 | 199,917.7 |
|                                                       |          |          |          |          |          |          |          |           |           |           |           |           |           |

## 문화 관계
비아제르바이잔과 빈 글라츠 잘츠부르크 린츠에서 활동하는 오스트리아우호협회는 오스트리아와 아제르바이잔의 문화관계를 발전시키는 데 중요한 역할을 하고 있다. 아제르바이잔 문화의 날은 2002년과 2005년에 오스트리아에서 조직되었다. 아제르바이잔의 위대한 작곡가 우제이르 하지베요프의 기념비가 빈에 세워졌다. 우제이르 하지베요프의 뮤지컬 코미디 아르신 말 알랭이 빈 체임버 오페라극장에서 공연됐다.

## 외교
| Republic of Austria - Baku (Embassy) | Republic of Azerbaijan - Vienna (Embassy) |

## 같이 보기
- 오스트리아의 대외 관계
- 아제르바이잔의 대외 관계
- 오스트리아의 아제르바이잔 인
- 아제르바이잔 -EU 관계

## 참고 문헌
1. ↑  “Bilateral Relations – Österreichische Botschaft Baku”. 《www.bmeia.gv.at》. 2019년 8월 30일에 확인함.
2. 1 2 3  “Azerbaijan - Austria relations” (PDF). 《MFA of Azerbaijan》. 2013년 9월 3일에 원본 문서 (PDF)에서 보존된 문서. 2019년 8월 30일에 확인함.
3. ↑  “About embassy”. 《vienna.mfa.gov.az》. 2019년 8월 30일에 원본 문서에서 보존된 문서. 2019년 8월 30일에 확인함.
4. ↑  “The Ambassador – Österreichische Botschaft Baku”. 《www.bmeia.gv.at》. 2019년 8월 30일에 확인함.
5. ↑  “Foreign trade of Azerbaijan - Foreign trade by countries - Trade turnover by countries”. 《The State Statistical Committee of the Republic of Azerbaijan》 (영어). 2019년 8월 30일에 확인함.
6. ↑  “"ARSHIN-MAL-ALAN" OPERETTA STAGED IN AUSTRIA”. 《State News Agency of Azerbaijan》 (영어). 2019년 8월 30일에 확인함.
7. ↑  “Azerbaijan-Austria relations”. 《“Heydar Aliyev Heritage" International Online Library》. 2019년 8월 30일에 확인함.